# Фору, Гонсалу
Гонсалу Фору (порт. Gonçalo Foro, родился 14 апреля 1982 года в Лиссабоне) — португальский регбист, выступавший на позиции винга (крыльевого) и центра (центрового).

## Биография
Выступал на протяжении своей карьеры за КДУЛ и «Лузитануш» (в Европейском кубке вызова). За сборную Португалии до 19 лет участвовал в чемпионате мира 2001 года, занял 12-е место в группе B. В основной сборной выступал в 2007—2017 годах, в 64 играх набрал 110 очков благодаря 22 попыткам; в 2007 году в составе сборной сыграл на Кубке мира, сыграв один матч против Италии (поражение 5:31).
Помимо этого, Фору выступал за сборную по регби-7, играя за неё на чемпионатах мира 2009 и 2013 годов, а также на Всемирных играх 2009 года (серебряные призёры).
По образованию — архитектор.